# Лэм, Элизабет Сёрл
Элизабет Сёрл Лэм (англ. Elizabeth Searle Lamb; 22 января 1917, Топика или США — 16 февраля 2015 или 17 февраля 2005, Санта-Фе) — американская поэтесса, «первая леди американского хайку».
Окончила Канзасский университет как арфист и музыковед. Поэзией хайку начала заниматься с 1961 года. В 1971 году была президентом Американского общества хайку, в 1984—1990 годах — главный редактор журнала «Лягушачий пруд» (англ. Frogpond), одного из основных изданий хайку в США. Победительница и лауреат многих конкурсов хайку, в том числе самых престижных — прежде всего, Премии Харольда Хендерсона (1978). Лэм принадлежит также обзорная «История западного хайку» (англ. A History of Western Haiku, 1979).

## Труды
- In this blaze of sun (From Here Press, 1975)
- Picasso’s «Bust of Sylvette»: Haiku and photographs (Garlinghouse Printers, 1977)
- 39 blossoms (High/Coo Press, 1982)
- Casting into a cloud: Southwest haiku (From Here Press, 1985)
- Lines for my mother, dying (Wind Chimes Press, 1988)
- Ripples spreading out: Poems for Bruce and others (Tiny Press Poems, 1997)
- Across the windharp: Collected & new haiku (La Alameda Press, 1999)